# شوشپا
شوشپا (انگلیسی: Shushpa) یک شهرک در شهرستان بلورتسکی باشقیرستان کشور روسیه است.